# موتور حبیب‌الله غدادی
موتور حبیب‌الله غدادی یک منطقهٔ مسکونی در ایران است که در دهستان جازموریان واقع شده‌است. موتور حبیب‌الله غدادی ۸۲ نفر جمعیت دارد.